# Edición pirata

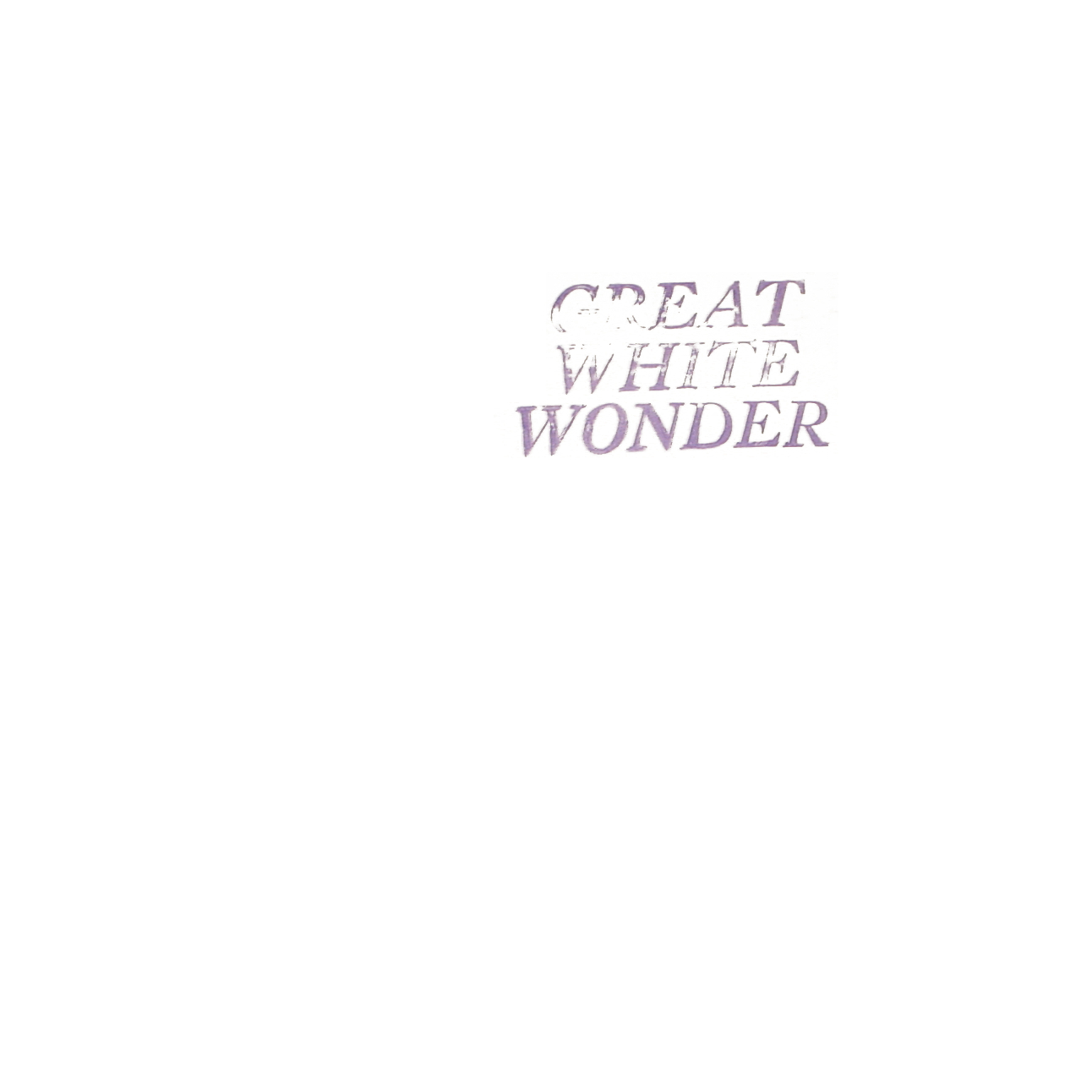
El primer disco pirata de rock popular, Great White Wonder de Bob Dylan, publicado en julio de 1969.

Una edición pirata (denominada también bootleg) es una grabación de audio o vídeo de una actuación no publicada oficialmente por el artista o bajo otra autoridad legal. La realización y distribución de este tipo de grabaciones se conoce como contrabando —en inglés: bootlegging—. Las grabaciones pueden copiarse e intercambiarse entre aficionados sin contraprestación económica, pero algunos piratas han vendido grabaciones con ánimo de lucro, a veces añadiendo a la materia prima ingeniería de sonido y embalaje de calidad profesional. Los bootlegs suelen consistir en grabaciones de estudio inéditas, actuaciones en directo o entrevistas sin el control de calidad de los lanzamientos oficiales.
La práctica de publicar actuaciones no autorizadas se había establecido antes del siglo XX, pero alcanzó nueva popularidad con Great White Wonder de Bob Dylan, una recopilación de tomas falsas de estudio y maquetas publicada en 1969 utilizando plantas de prensado de baja prioridad. Al año siguiente, Live'r Than You'll Ever Be de los Rolling Stones, una grabación del público de un concierto de finales de 1969, recibió una crítica positiva en Rolling Stone. Los siguientes piratas se hicieron más sofisticados en cuanto al embalaje, sobre todo el sello Trademark of Quality con la portada de William Stout. Los piratas de discos compactos aparecieron por primera vez en la década de 1980. La distribución por internet se hizo cada vez más popular en la década de 1990.
Los cambios tecnológicos han afectado a la grabación, distribución y rentabilidad de la industria del contrabando. Los derechos de autor de la música y el derecho a autorizar las grabaciones suelen residir en el artista, según varios tratados internacionales sobre derechos de autor. La grabación, el comercio y la venta de bootlegs sigue prosperando, incluso cuando los artistas y las discográficas lanzan alternativas oficiales.

## Definiciones
La palabra «bootleg» tiene su origen en la práctica de introducir objetos ilícitos en las caña de las botas altas, sobre todo el contrabando de alcohol durante la época de la Ley Seca estadounidense. Con el tiempo, la palabra ha pasado a referirse a cualquier producto ilegal o ilícito. Este término se ha convertido en un término paraguas para las grabaciones ilícitas, no oficiales o sin licencia, incluidos los LP de vinilo, los CD de plata o cualquier otro soporte o material vendido comercialmente.El término alternativo ROIO (acrónimo de «Recording of Indeterminate/Independent Origin» (en español: Registro de origen indeterminado/independiente)) o VOIO (Video...) surgió entre los coleccionistas de Pink Floyd, para aclarar que el origen de la grabación y el estado de los derechos de autor eran difíciles de determinar.
Aunque ya existían grabaciones no oficiales y sin licencia antes de la década de 1960, los primeros discos piratas de rock venían en fundas sencillas con los títulos estampados.Sin embargo, rápidamente se convirtieron en envases más sofisticados, con el fin de distinguir al fabricante de competidores inferiores.Con la tecnología actual de embalaje y autoedición, incluso los profanos pueden crear CD de aspecto «oficial». Sin embargo, con la llegada del casete y el CD-R, algunos piratas se comercializan de forma privada sin ningún intento de ser fabricados profesionalmente. Esto es aún más evidente con la posibilidad de compartir bootlegs a través de Internet.
Los bootlegs no deben confundirse con las grabaciones falsificadas o sin licencia, que no son más que duplicados no autorizados de grabaciones publicadas oficialmente, a menudo intentando parecerse lo más posible al producto oficial. Algunas compañías discográficas han considerado que cualquier grabación emitida fuera de su control, y por la que no reciben un pago, es una falsificación, lo que incluye a los bootlegs. Sin embargo, algunos falsificadores insisten en que los mercados de las grabaciones piratas y falsificadas son diferentes, y que el consumidor típico de un pirata habrá comprado de todos modos la mayoría o todos los lanzamientos oficiales de ese artista.
El tipo más común es la edición pirata en directo, a menudo una grabación del público, que se crea con equipos de grabación de sonido introducidos de contrabando en un concierto en directo. Muchos artistas y salas de conciertos prohíben esta forma de grabación, pero a partir de los años 70 la mayor disponibilidad de tecnología portátil facilitó el contrabando, y la calidad general de estas grabaciones ha mejorado con el tiempo a medida que los equipos de consumo se han ido sofisticando. Algunos bootlegs tienen su origen en emisiones de radio FM de actuaciones en directo o previamente grabadas. Otros bootlegs pueden ser grabaciones de caja de resonancia tomadas directamente de una mesa de mezclas multipista utilizada para alimentar el sistema de megafonía de una actuación en directo. Los artistas pueden grabar sus propios espectáculos para revisarlos en privado, pero los ingenieros pueden hacerse subrepticiamente con una copia, que acaba compartiéndose. Como una grabación de caja de resonancia pretende complementar la acústica natural de un concierto, una copia pirata puede tener una mezcla inadecuada de instrumentos, a menos que el concierto sea tan grande que todo tenga que amplificarse y enviarse a la mesa de mezclas.

## Videojuegos y anime
En el caso de los videojuegos y el anime, este fenómeno está muy extendido, y habitualmente consiste en la producción de artículos que, sin ser oficiales, pretenden hacerse pasar como tales. La producción de bootlegs en este caso es una actividad que se da predominantemente en países como Singapur, Hong Kong y Taiwán.

## Música
En términos musicales, un bootleg es una grabación que no ha publicado oficialmente el artista ni su compañía discográfica. Pueden ser grabaciones en directo de conciertos, de sesiones en estudio, de ensayos o simplemente de jams (improvisaciones musicales). La fuente de estas grabaciones suelen ser CD puestos a la venta por compañías dedicadas al comercio de estas grabaciones, cintas de audio analógico o CD-R obtenidos directamente durante los conciertos por personas que acudieron a ellos con grabadoras domésticas portátiles o cintas o CD-R que salieron de forma dudosa del estudio de grabación, sin el conocimiento del artista o de la discográfica. Las personas que realizan estas grabaciones piratas reciben el nombre de bootleggers. También ocurre que se recogen videos en cintas de video o en formato de DVD.
También se conoce como bootleg a una práctica de remix que consiste en yuxtaponer diferentes temas (una base y una línea vocal, por ejemplo) para crear una nueva pieza. El R&B, el rap o el soul son los principales estilos empleados en esta clase de creaciones, dado el estilo característico basado en una rítmica básica que aparece en diferentes formas en casi todas las canciones. Este estilo también se llama Bastard Pop y tiene varios subgéneros, como el A + B, que es la simple yuxtaposición de dos temas; los mash-ups, que consisten en mezclar tres o más temas; el glitch, que es la reedición de un tema utilizando fragmentos procesados del mismo, y los remezclas no oficiales, que son a capela con instrumentales inéditas producidas por disc jockeys. Sigue siendo ilegal y perseguido por la industria, pero la indiscutible efectividad de algunos de ellos está haciendo florecer esta escena por todo el mundo.[cita requerida]